# Dezi Donnelly
Dezi Donnelly (1973) is een in Manchester, Engeland geboren fiddler. Hij is een van de oprichters van de legendarische Keltische rockband Toss the Feathers. Hij wordt ook wel de devil fiddler genoemd.
Als een vertolker van traditionele muziek, is Dezi Donnelly een apart figuur. Ondanks zijn jonge leeftijd heeft zijn spel alle kenmerken van iemand die van nature is opgegroeid met de muziek. Dit zegt Paddy Glackin – over de cd Familiar Footsteps. 
Hij speelde al viool toen hij zeven jaar was en was en werd North West en All Britain Fiddle Champion toen hij negen jaar was. Daarna won hij vanaf zijn 15e jaar 5 keer het All Ireland Championship.
Dezi trad op (nog in zijn tienerjaren) bij de legendarische Manchester-Ierse band, Toss The Feathers.  Tussen 1988-1991 en 1994-1995 verscheen hij op de Columbus Eclipse en Awakenings albums. Het was tijdens deze periode  dat Dezi in 1989 enkele tracks heeft opgenomen met de Manchester fluitist Michael McGoldrick. De tracks werden later uitgebracht op het album, Champions Of The North, en Dezi is ook te horen op het Fused album met Michael, tevens speelde hij op McGoldricks Wired en zijn meest recente cd Aurora.
Op het album, Welcome uit 1995, speelt Dezi met gitarist Skirm.  In 1997 werd Dezi runner-up in de BBC-Award Young Traditional Musician of the Year, een titel die eerder in handen was van Michael McGoldrick.
Dezi ging in 1999 nog beter en won de titel All Ireland Young Traditional Musician of the Year.  De prijs leverde hem 5000 Ierse ponden en een platencontract op. De beste prijs lag echter op zijn deurmat toen hij thuis kwam, in de vorm van een felicitatiebrief van zijn idool, ex-Manchester United legende Éric Cantona. Hij werd uitgenodigd om met de Ierse traditionalisten, Stockton's Wing, in mei 1999, mee te reizen en in juli maakte hij zijn debuut soloalbum Familiar Footsteps. Dit album is erkend als een van de grootste traditionele fiddle-albums en kreeg lovende kritieken. Hij speelde ook in Philadelphia met de guitarist Eamon McElholm
In 2009 werd Dezi werd gevraagd om op te treden bij BBC's 'Transatlantic Sessions' en werkte samen met Jerry Douglas, Aly Bain, Phil Cunningham, Donal Lunny en James Taylor.